# Lorry-Mardigny
Lorry-Mardigny è un comune francese di 606 abitanti situato nel dipartimento della Mosella nella regione del Grand Est.

## Società

### Evoluzione demografica
Abitanti censiti